# Aksaj Kurmojarskij
L'Aksaj Kurmojarskij (in russo Аксай Курмоярский?) è un fiume della Russia europea meridionale, affluente di sinistra del Don, sfocia nel bacino idrico di Cimljansk. Scorre nel Sarpinskij rajon della Repubblica di Calmucchia e nel Kotel'nikovskij rajon dell'oblast' di Volgograd.

## Descrizione
Il fiume scorre prevalentemente in direzione occidentale, dopo aver passato la città di Kotel'nikovo gira a nord-ovest per poi sfociare nel bacino di Cimljansk, a 397 km dalla foce del Don, formando una vasta baia. Ha una lunghezza di 101 km; l'area del suo bacino è di 1 843 km².